# Климаков, Дмитрий Игоревич
Дми́трий И́горевич Климако́в (укр. Дмитро Ігорович Клімаков; 5 марта 1989 года, Харьков, Украинская ССР) — украинский футболист, полузащитник.

## Игровая карьера
Воспитанник харьковского футбола. Первые тренеры: Бик И. Г., Стародубцев С. А.. Во взрослый футбол начинал играть в харьковском «Гелиосе». В 2010 году перешёл в «Нистру» (Отачь). В высшем молдавском дивизионе дебютировал 10 апреля того же года выйдя в основном составе в игре против «Милсами». Всего в чемпионате соседней страны провёл 8 матчей, в которых отличился двумя жёлтыми карточками и автоголом в игре с «Дачией».
После возвращения на Украину играл в дубле симферопольской «Таврии», откуда перебрался в «Шахтёр» (Свердловск), а затем — в днепродзержинскую «Сталь».
Весной 2013 года заключил контракт с второлиговым клубом «Горняк-Спорт». В команде Игоря Жабченко Климаков играл в опорной зоне в паре с Артёмом Прошенко, а после его ухода — с молодым Вадимом Новиковым. По результатам сезона 2013/14 «Горняк-Спорт» стал победителем второй лиги и завоевал право выступать в первой лиге. Дебютный сезон в первом дивизионе Климаков начинал основным опорником, но после зимнего перерыва на этой позиции чаще стал появляться Марат Даудов. 25 ноября 2015 года было объявлено о прекращении сотрудничества между игроком и клубом «Горняк-Спорт».
4 января 2016 года было официально сообщено о переходе в «Ингулец». Затем играл за «Жемчужину» (Одесса) и «Металлист 1925».
В 2019 году выступал в высшей лиге Армении — весной за «Арцах», позже переименованный в «Ной», а осенью — за «Ереван».
В 2020 году пожизненно дисквалифицирован Федерацией футбола Армении от любой деятельности, связанной с футболом, за участие в организации договорных матчей